# Giacomo Grassetti
Giacomo Grassetti (* 1579 in Modena; † 2. Dezember 1656 in Rimini) war ein italienischer Jesuit.

## Leben
Giacomo Grassetti trat in seinem 18. Lebensjahr in den Jesuitenorden ein. Nach Beendigung seiner Studien und Ablegung seiner Gelübde lehrte er etwa zehn Jahre lang Rhetorik und die schönen Wissenschaften im Kolleg seines Ordens in Modena. Anschließend unterrichtete er 20 Jahre lang Moraltheologie in den Kollegien in Parma und Rimini, bis er zum Rektor des Kollegs in Mirandola ernannt wurde. Zuletzt war er Rektor des Kollegiums in Rimini, wo er 1656 im Alter von 77 Jahren starb.
Grassetti war wegen seiner Frömmigkeit und seines unbedingten Gehorsams, den er noch in hohem Alter seinen Oberen leistete, ein musterhaftes Beispiel für einen Jesuiten. Seine Biographie der seligen Katharina von Bologna (Vita della beata Caterina di Bologna, Bologna 1610), die in vielen neuen Auflagen (Bologna 1620, 1639, 1652 und 1724; Rom 1712 und 1715) und auch in einer lateinischen Übersetzung erschien, war zu ihrer Zeit ein sehr beliebtes Buch. Diesem Werk kommt hingegen Grassettis Biographie des seligen Luigi Gonzaga (Vita del beato Luigi Gonzaga, Mantua 1618 und 1619; Modena 1638), die 1630 ebenfalls ins Lateinische übersetzt wurde, nicht gleich. Außerdem wird die Biographie Gonzagas teilweise auch Grassettis Ordensgenossen Giovanni Bertolotti zugeschrieben. Grassettis Übersetzung der vom Jesuiten Tomas de Villacastin auf Spanisch verfassten geistlichen Übungen  (Manuale d’Esercitii spirituali per fare l’oratione mentale, Modena 1636 und Rom 1657) gibt den Sinn des Originals sehr treu und in schöner Sprache wieder.